# (6015) Paularego
(6015) Paularego es un asteroide perteneciente al cinturón de asteroides, región del sistema solar que se encuentra entre las órbitas de Marte y Júpiter, descubierto el 7 de agosto de 1991 por Henry E. Holt desde el Observatorio del Monte Palomar, Estados Unidos.

## Designación y nombre
Designado provisionalmente como 1991 PR10. Fue nombrado Paularego en homenaje a la artista gráfica, Paula Rego, nacida en Lisboa y con vivienda en Londres desde la década de 1960. Sus pinturas y series impresas se han exhibido en museos que incluyen la National Gallery y Tate de Londres, el Museo Metropolitano de Arte de Nueva York y el Museo del Prado de Madrid.

## Características orbitales
Paularego está situado a una distancia media del Sol de 2,437 ua, pudiendo alejarse hasta 2,785 ua y acercarse hasta 2,088 ua. Su excentricidad es 0,142 y la inclinación orbital 7,302 grados. Emplea 1389,75 días en completar una órbita alrededor del Sol.

## Características físicas
La magnitud absoluta de Paularego es 13,3. 